# Сан-Клементе (остров)
Сан-Клементе (англ. San Clemente Island) — остров в Тихом океане перед побережьем Калифорнии. Длина — 39 км и площадь — 147,13 км². С 1934 года управляется Военно-морскими силами США, и в северной части острова располагается аэродром ВМС США. Окрестности острова — единственное место в США, где Военно-морские силы проводят учебные стрельбы боевыми зарядами. Город Сан-Клементе, находящийся на материке, получил своё название от одноимённого острова.

## История
Археологи находили 10 000-летние следы человека. Остров был открыт 23 ноября 1602 года Себастьяном Вискаином. Он назвал его Сан-Клементе, так как в этот день был день памяти Клементия. В XIX и XX веках остров населяли фермеры, рыболовы и контрабандисты.